# کارنیوال
کارنیوال مجموعه‌ای تلویزیونی است که وقایع آن در دوران «رکود اقتصادی بزرگ» در آمریکا می‌گذرد؛ و داستان زندگی دو گروه آواره از انسان‌ها است. داستان در هم تنیدهٔ آن بیانگر نبرد بین خیر و شر و تقدیرگرایی و اختیار است. داستان کارنیوال الهیات مسیحی را با عرفان و آموزه‌های فراماسونی تلفیق کرده‌است.
کارنیوال در کالیفرنیای آمریکا و توسط شبکهٔ اچ‌بی‌او در دو فصل ساخته شده‌است و مابین سال‌های ۲۰۰۳ تا ۲۰۰۵ به نمایش درآمده است.
خالق مجموعه، مَمَرزاتینو «دنیل ناف» می‌باشد. دو شخصیت اصلی داستان توسط نیک استال (بن هاوکینز) و کلنسی برون (جاستین کرو) بازی شده‌است.
اولین قسمت کارنیوال، رکورد بیشترین تعداد بیننده برای یک مجموعه تلویزیونی را با ۵٫۳ میلیون بیننده شکست، هر چند کارنیوال در فصل دوم با افت میزان مخاطبین مواجه شد.
در ابتدا قرار بود مجموعه در شش فصل به نمایش درآید اما شبکهٔ HBO پس از دو فصل از ادامهٔ ساخت آن به دلیل هزینه‌های بالا منصرف شد؛ چرا که HBO برای هر قسمت از دو فصل اول سریال، ۴ میلیون دلار هزینه کرده بود که از بودجه سریال‌های مشابه بسیار بیشتر بوده‌است. این سرمایه‌گذاری عظیم موجب شد تا کارنیوال از کیفیت تولید بالایی برخوردار شود و برندهٔ ۵ جایزه امی گردد. کارنیوال علاوه بر این، نامزد ۱۰ جایزه امی دیگر و جوایز متعدد دیگری نیز شد.
داستان کارنیوال از دو خط داستانی کلی تشکیل شده‌است که به آرامی به یکدیگر گره می‌خورند.
داستان اول، داستان مرد جوانی است به نام بن هاوکینز که توانایی شفا دادن دارد و به گروه سیرک سیاری (کارنیوال) که از شهرشان می‌گذرد می‌پیوندد. پس از پیوستن بن به کارنیوال، رویاهای عجیب او شروع می‌شود و او را وادار می‌کند تا به جستجوی مردی به نام هنری اسکادر براید. اسکادر سال‌ها قبل مدتی با کارنیوال سفر کرده‌است. اسکادر توانایی‌هایی شبیه به توانایی‌های بن داشته‌است.
داستان دیگر نیز داستان کشیشی کاریزماتیک به نام برادر جاستین است که با خواهرش ایریس در کالیفرنیا زندگی می‌کنند. جاستین هم رؤیاها و کابوسهایی همانند بن را تجربه می‌کند و به مرور از توانایی‌ها و قدرت‌های عجیب خود آگاه می‌شود.